# Bought and Paid For (film 1922)
Bought and Paid For è un film muto del 1922 diretto da William C. de Mille. La sceneggiatura di Clara Beranger si basa sull'omonimo lavoro teatrale di George Broadhurst prodotto da William A. Brady e andato in scena per la prima volta a Broadway il 26 settembre 1911.

## Trama

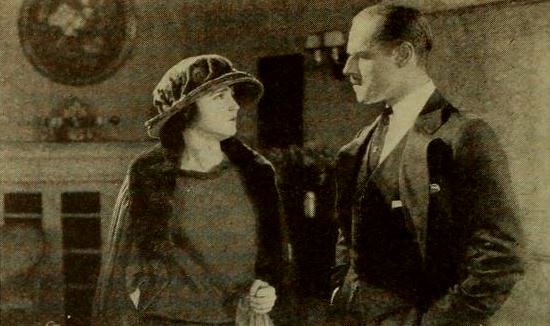
Agnes Ayres e Jack Holt

Jimmy Gilley e Penny, la sua fidanzata, spingono la sorella di lei, Virginia, ad accettare la corte di Robert Stafford, un giovane milionario. Virginia, che lavora in un albergo come centralinista, non ama Stafford, ma finisce per sposarlo. Il matrimonio con lui la porta a vivere nel lusso, godendo di ogni agio. I primi due anni sono molto felici ma poi il marito comincia a bere. Una sera, tornato a casa ubriaco, insulta la moglie, dicendole che lei non è altro che una sua proprietà, una proprietà che lui ha comprato e pagato. Lei, furiosa, minaccia di lasciarlo se non smetterà di bere ma, vedendo che la minaccia non sortisce il minimo effetto, mantiene la sua promessa e se ne va via, abbandonandolo. Senza mezzi, adesso Virginia è costretta a lavorare per vivere e così deve ritornare al suo vecchio lavoro. Stafford, dal canto suo, troppo orgoglioso per chiedere scusa, non fa nulla per riavvicinarsi alla moglie. Il loro matrimonio sembrerebbe finito; sarà Jimmy, con un suo provvidenziale intervento, a rappacificare i due litiganti e a provocare la loro riconciliazione.

## Produzione
Il film fu prodotto dalla Famous Players-Lasky Corporation. Il lavoro teatrale di George Broadhurst aveva incontrato un grande successo: prodotto da William A. Brady, a Broadway era rimasto in scena al Playhouse Theatre per 431 rappresentazioni, dal 26 settembre 1911 all'ottobre 1912, interpretato da Julia Dean.

## Distribuzione
Il copyright del film, richiesto dalla Famous Players-Lasky Corp., fu registrato il 22 marzo 1922 con il numero LP17693.
Negli Stati Uniti, il film - presentato da Adolph Zukor - fu distribuito dalla Paramount Pictures e dalla Famous Players-Lasky Corporation uscendo in prima a New York il 12 marzo 1922 e poi nelle sale il 16 aprile. In Danimarca, fu distribuito il 24 maggio 1923 con il titolo Købt og betalt; in Francia, il 2 maggio 1924 come L'Effroi du vice.
Non si conoscono copie ancora esistenti della pellicola che viene considerata presumibilmente perduta.